# 善竹圭五郎
善竹 圭五郎（ぜんちく けいごろう、1918年（大正5年）9月15日 - 1997年（平成9年）1月18日）は、狂言方大蔵流能楽師。

## 経歴
兵庫県神戸市の生まれ。父である善竹彌五郎から大蔵流能楽を学ぶ。1972年（昭和47年）に日本能楽会の会員となり、1981年（昭和56年）には芸術祭大賞を受賞した。